# 시린제

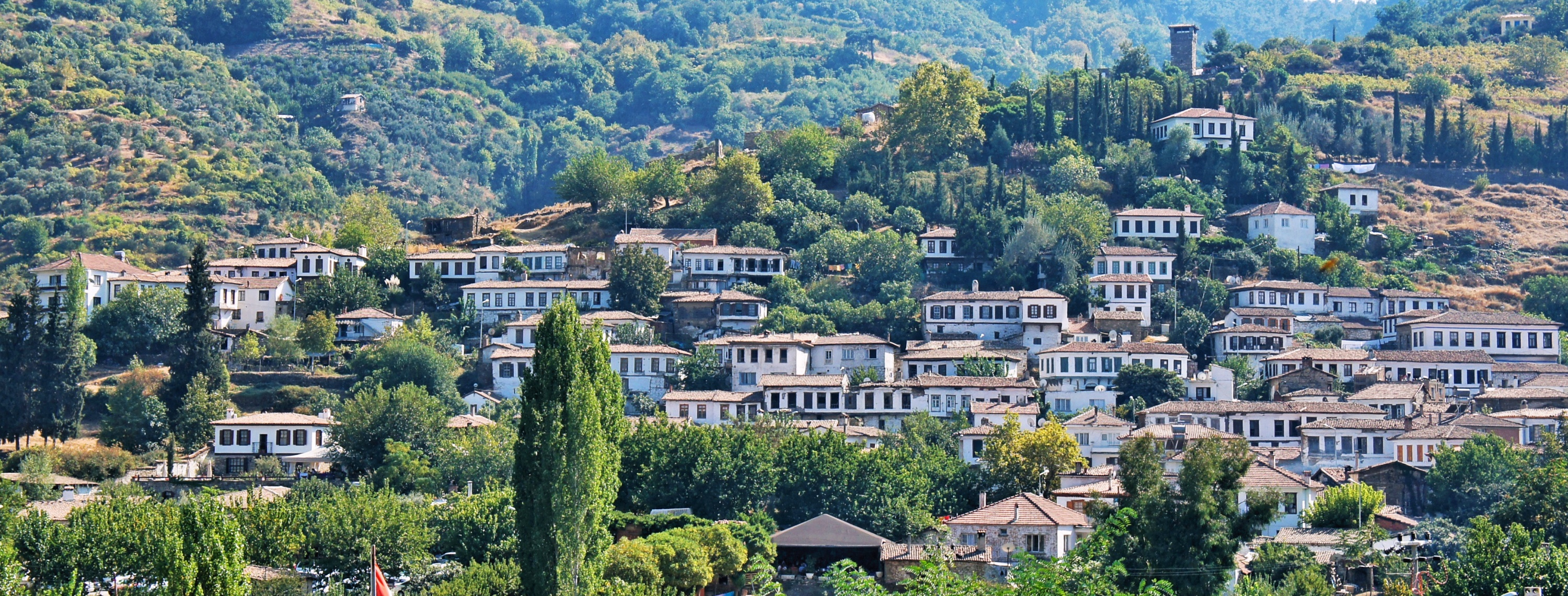
시린제

시린제(튀르키예어: Şirince)는 터키 이즈미르 주의 마을로, 셀추크로부터 8km, 에페소스로부터 8km 떨어진 곳에 위치한다. 동정 마리아의 집이 위치해있다.